# 2019冠状病毒病刚果共和国疫情
2019冠状病毒病刚果共和国疫情，介绍2019冠状病毒病疫情中，刚果共和国发生的情况，可能无法涵盖所有及时的事件。

## 时间轴
2020年3月14日，刚果共和国第一例病例被发现，为一名从法国巴黎返回刚果共和国的50岁男性。3月19日又發現了兩起病例。截至3月31日，剛果共和國共有19起病例。該國於3月31日報告了2人死亡。